# Cystophorini
Cystophorini – plemię ssaków płetwonogich z podrodziny Phocinae w obrębie rodziny fokowatych (Phocidae).

## Podział systematyczny
Do plemienia należy jeden występujący współcześnie rodzaj:
- Cystophora S. Nilsson, 1820 – kapturnik – jedynym przedstawicielem jest Cystophora cristata (Erxleben, 1777) – kapturnik morski

Opisano również rodzaje wymarłe:
- Miophoca Zapfe, 1937[10] – jedynym przedstawicielem był Miophoca vetusta Zapfe, 1937
- Pachyphoca Koretsky & Rahmat, 2013[11]